# ライオネル・デヴィッドスン
ライオネル・デヴィッドスン（Lionel Davidson、1922年3月31日 - 2009年10月29日）は、イギリスの小説家。イングランド・ヨークシャー生まれ。
処女作『モルダウの黒い流れ』（1960年）でゴールド・ダガー賞を受賞。寡作でありながら、この賞を生涯で3度受賞した。代表作に、『シロへの長い道』『チェルシー連続殺人事件』があり、いずれもゴールド・ダガー賞を受賞している。

## 作品一覧
- モルダウの黒い流れ（Night of Wenceslas、1960年/宇野利泰訳、ハヤカワ・ミステリ）
- チベットの薔薇（The Rose of Tibet、1962年/小田川佳子訳、扶桑社ミステリー）
- シロへの長い道（Long Way to Shiloh、1966年/菊池光訳、ハヤカワ・ミステリ文庫）
- Making Good Again（1968年）
- スミスのかもしか（Smith's Gazelle、1971年/池央耿訳、角川書店）
- 大統領の遺産（The Sun Chemist、1976年/小田川佳子訳、扶桑社ミステリー）
- チェルシー連続殺人事件（The Chelsea Murder、1978年/海老根宏訳、集英社。『チェルシー連続殺人』と改題して集英社文庫）
- 極北が呼ぶ（Kolymsky Heights、1994年/石田善彦訳、文春文庫）